# Мерані

Мéрані — в стародавніх грузинських оповідях — чарівний кінь.
За переказами, Мéрані був крилатим вороним конем, що обганяє вітер. Він допомагав героєві здійснювати подвиги. Як і споріднений йому персонаж грецької міфології Пегас, Мéрані виступає алегорією творчого натхнення.

Мéрані 
Мерані мій мчить без доріг, без троп і стежок мчить;

За мною, крякаючи вслід, злоокий крук летить.

Мерані мій, скачи вперед у простори безмежні,

Віддай вітрам думки мої, схвильовані й бентежні!

Вітри поборюй, води розтинай, злітай над кручі й скелі

кам'яні,

Несись вперед, щоб, нетерплячий, я прикоротив 
своїх мандрівок дні!

Не крийсь від бурі, спеки і сльоти, літавцю мій, 
мій коню невгамовний,

Не вболівай, що зморений, без сил, покине твій 
їздець саможертовний!

Нехай навік покину рідний край, нехай покину 
друзів і сім'ю,

Нехай ніколи не побачу більш солодкомовну 
дівчину свою,

Де стріну ніч, хай там і розсвіте, хай там, 
як рідну, пригорну землицю,

Лише зіркам, супутникам своїм, повім душі моєї таємницю.

Хай жар любові й зойк душі пірнуть в морську глибінь,
 
Нехай поглине їх краса і шал твоїх стремлінь.

Мерані мій, скачи вперед у простори безмежні,

Віддай вітрам думки мої, схвильовані й бентежні!

Хай не знайду між предківських могил в землі вітчизни 
схову я собі,

Хай та, яку я серцем покохав, на мене сліз не 
зронить у журбі.

Мені могилу буде рити крук між трав колючих, 
у пустельнім полі,

І порох, збитий вихором рвучким, мої кістки 
вкриватиме поволі.

І замість сліз коханої роса впаде з небес на 
груди мертвяка,

І пролунає в похоронний час не плач рідні, а 
клекіт коршака.

Мерані мій, неси мене вперед, за грані долі мчи 
в прекраснім шалі!

Якщо і досі долі не скоривсь, то вершник твій 
не скориться й надалі!

Хай, гнаний долею, я вмру, самотній мандрівник,

Але її разючу сталь я зневажати звик.

Мерані мій, скачи вперед у простори безмежні,

Віддай вітрам думки мої, схвильовані й бентежні!

Так, ці пори?ви гордої душі безплідно й марно 
в світі не минуть.

Мерані мій, лишиться на землі протоптана 
тобою, трудна путь,

І після мене послідовник мій вже легше пройде 
ці тяжкі дороги

І, не жахнувшись, пронесе його крізь чорну долю 
огир прудконогий.

Мерані мій мчить без доріг, без троп і стежок мчить;

За мною, крякаючи вслід, злоокий крук летить,

Мерані мій, скачи вперед у простори безмежні,
 
Віддай вітрам думки мої, схвильовані й бентежні!

1842 
Ніколоз Бараташвілі 
Поезії 
Перекладач: Микола Бажан 
Джерело: З книги: Микола Бажан. Твори у чотирьох томах. Том III. Переклади. К.:Дніпро, 1975